# Gala Rugby Football Club
Gala Rugby Football Club ou Gala RFC est un club de rugby à XV écossais situé à Galashiels, qui évolue dans la Scottish Premiership Division 2, la deuxième division du championnat d'Écosse.

## Histoire
Le Gala RF est fondé en 1875. Il remporte à plusieurs reprises le championnat « non officiel » et la Border League. Depuis la réorganisation des compétitions en 1973, il a inscrit son nom trois fois au palmarès , en 1979, 1981 et 1983.

## Palmarès
- Champion d’Écosse (non officiel) : 3 fois
- Champion d’Écosse : 1980, 1981, 1983
- Coupe d’Écosse : 1999, 2012
- Border League : 1906, 1922, 1950, 1967, 1980, 1981, 1998, 2005, 2012, 2013 et 2014

## Joueurs célèbres
Le club a fourni 44 joueurs à l’Équipe d’Écosse :
- Nathan Hines
- David Leslie
- Chris Paterson
- Gregor Townsend